# Dorpsstraat 129 (Nieuwe Niedorp)
Het woonhuis aan de Dorpsstraat 129 is een gemeentelijk monument in Hollands Kroon, te Nieuwe Niedorp. Het pand stamt uit 1722 en deed oorspronkelijk dienst als grutterswoning. De woning is vernieuwd in 1863 en de neorenaissancistische voorgevel is gebouwd in 1903.

## Geschiedenis
De woning diende vanaf de eerste helft van de 18e eeuw tot het midden van de 20e eeuw als woonhuis van een gorterij. Op het kadaster van de Dorpsstraat 129 heeft eind 17e eeuw al een gorterij met woonhuis gestaan. In 1693 wordt Jacob Jacobsz. Cooijman voor het eerst vermeld als ‘gorter’ op deze plek. Hij was tevens burgemeester van Nieuwe Niedorp. In 1705 koopt Claes Jansz Louw de gorterij. Daarna verkrijgt Pieter van Brussel te Amsterdam in 1729 het bezit. Jacob v.d. Werff koop de gorterij een jaar later in 1730. Acht jaar verder, in 1738, wordt Jan Roggeveen uit Schagen de eigenaar. Hij staat beschreven als gorter en boer. De gorterij blijft vervolgens in bezit van de familie Roggeveen tot 1808, wanneer Jacob Pietersz Zijpheer het erf overneemt. In 1819 wordt de gorterij met het bijbehorende woonhuis aangekocht door Johannis Lubertus Tuinenburg van Herwerden. Hij stichtte de firma J.L. van Herwerden. Na zijn overlijden bleef het erf in bezit van de familie Van Herwerden. De firma liet een meelmaalderij bouwen in een grote stolp achter het pand. In het woonhuis zat destijds het winkeltje van Van Herwerden. Vanaf 1946 zat er een kapperszaak in gevestigd. Op 21 september 2021 werd het woonhuis opgenomen in het monumentenregister van Hollands Kroon onder nummer 1208.

## Exterieur
De voorgevel heeft een neorenaissancistisch ontwerp en is opgetrokken uit paarsrode bakstenen gevoegd in kruisverband. Het strek boven de vensters is gedecoreerd met sluit- en aanzetstenen. Het wolfsdak is bedekt met zwart geglazuurde Friese golfpannen en wordt aan de voorzijde afgesloten door een kroonlijst. Aan de linkerzijgevel zitten zes 17e-eeuwse muurankers.